# HarmoS-Konkordat

Logo des überparteilichen Komitees für das HarmoS-Konkordat (schweizerdeutsch Juhui, i cha in Chindsgi: Juhui, ich kann in den Kindergarten)

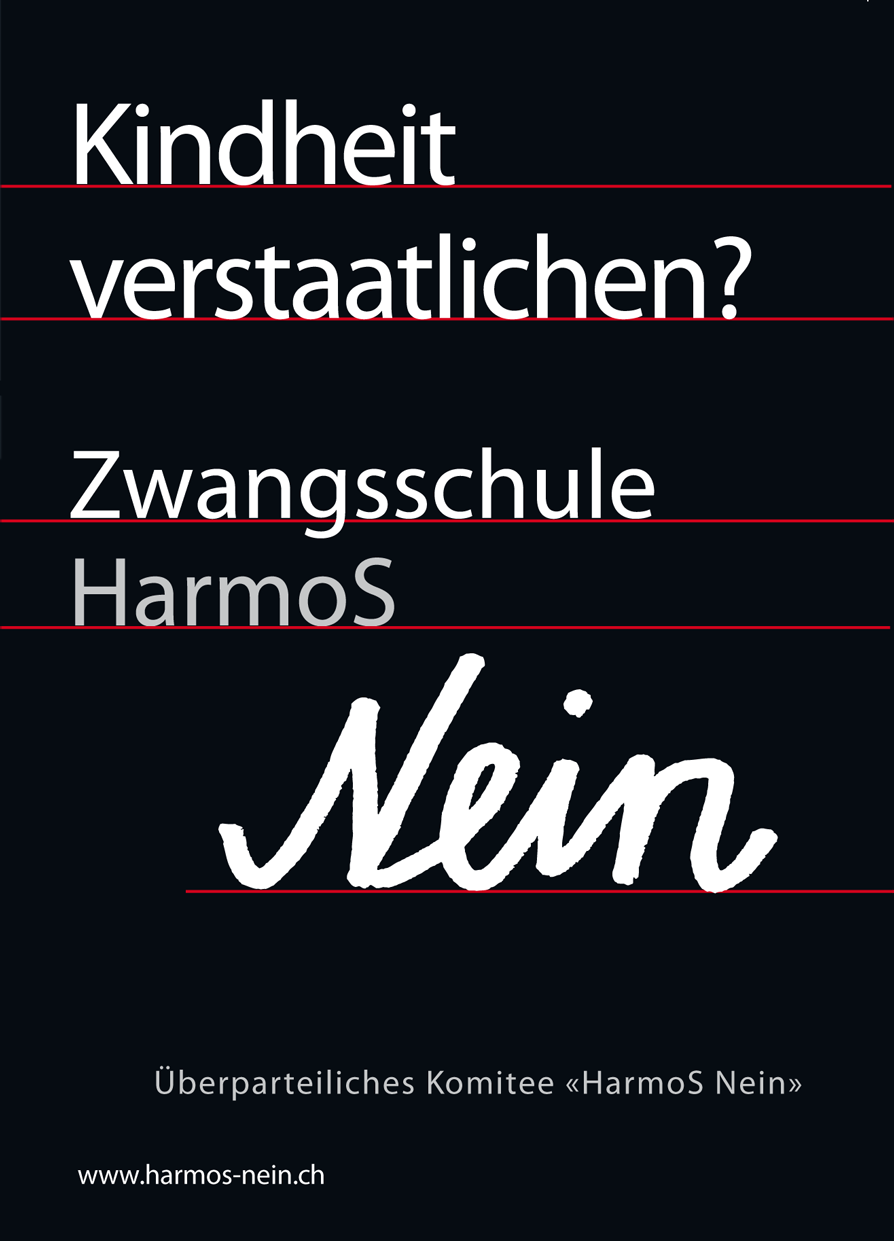
Nein-Plakat des überparteilichen Komitees «HarmoS Nein»

Die interkantonale Vereinbarung über die Harmonisierung der obligatorischen Schule, auch kurz HarmoS-Konkordat genannt, ist in der Schweiz ein interkantonales Konkordat zwischen Kantonen und dem Fürstentum Liechtenstein, das die obligatorische Schule (Kindergarten, Primarschule und Sekundarstufe 1) vereinheitlichen soll. Das Konkordat definiert Grundelemente des Volksschulgesetzes der einzelnen Kantone und wurde von der Konferenz der kantonalen Erziehungsdirektoren (EDK) formuliert. Dem Konkordat können die Kantone seit 2007 beitreten, ein Vorgang, der in der Regel vom Kantonsparlament durchgeführt wird und dem Volk nur unterbreitet wird, wenn das Referendum ergriffen wird und es mit den nötigen Unterschriften zustande kommt.

## Inhalt
Dieses Konkordat hat sich zum Ziel gesetzt, die obligatorische Schulbildung in der Schweiz weiter zu harmonisieren. Die Qualität und Durchlässigkeit des Systems sollen gesichert und die Mobilitätshindernisse abgebaut werden. Das HarmoS-Konkordat soll das Schulkonkordat von 1970 ablösen, welches das Schuleintrittsalter wie auch die Dauer der obligatorischen Schule regelt. Die neue Interkantonale Vereinbarung über die Harmonisierung der obligatorischen Schule (HarmoS-Konkordat) hat folgende Inhalte:
- Verlängerung der obligatorischen Schulzeit auf elf Jahre mit Einführung einer Vorschule oder Eingangsstufe anstelle des bisherigen Kindergartens,
- Benennung der übergeordneten Ziele der obligatorischen Schule für die ganze Schweiz; d. h. ein gemeinsamer Lehrplan, um der erhöhten Mobilität und der Chancengleichheit gerecht zu werden,
- Bezeichnung von Instrumenten der Qualitätssicherung und Qualitätsentwicklung auf nationaler Ebene, um die Anforderungen anzugleichen,
- Bestimmung von Instrumenten verbindlicher Bildungsstandards. Hiermit ist gemeint, dass vermehrt Lernmethoden und Recherchefertigkeiten gelernt werden anstatt vor allem Faktenwissen. Dies, um die Schülerinnen und Schüler auf eine sich schnell verändernde Welt vorzubereiten,
- Anpassungen an nationale und internationale Portfolios.

Die Kantone, welche dem HarmoS-Konkordat beitreten, verpflichten sich, die obengenannten Inhalte, Ziele und Strukturen für die obligatorischen Schule umzusetzen. Dazu gehören auch die Einführung von Blockzeiten und Tagesstrukturen und die Anpassung der Lehrpläne (Einführung von sprachregionalen Lehrplänen). Der Konkordatsentwurf stimmt inhaltlich mit der am 21. Mai 2006 angenommenen Bildungsverfassung überein.

## Beitrittsprozesse
Über den Beitritt zum Konkordat entscheiden die Parlamente der Kantone, wobei das Kantonsparlament den Beitritt zunächst beschliesst und Stimmbürger darauf den Beitritt durch ein fakultatives Referendum entscheiden können. Dieser Vereinbarung kann auch der Nachbarstaat Fürstentum Liechtenstein beitreten.
Die Abstimmungen und Beitrittsprozesse laufen seit Herbst 2007 an und wurde bereits in einigen Kantonen beschlossen. Das HarmoS-Konkordat trat am 17. Februar 2009 mit der Ratifikation durch den Kanton Tessin als zehnter Kanton in Kraft. Ab diesem Zeitpunkt gilt es für die Kantone, die dem Konkordat beigetreten sind, verbindlich. Für eine gesamtschweizerische Umsetzung wäre der Beitritt von achtzehn Kantonen nötig gewesen. Für die Strukturanpassungen haben die Kantone sechs Jahre Zeit. Weil die Anpassungsfrist jedoch für alle Kantone am gleichen Datum abläuft, haben Kantone, die dem Konkordat erst später beitreten, weniger Zeit allfällige Strukturanpassungen vorzunehmen.
Bei Ablauf der Umsetzungsfrist am 31. Juli 2015 haben 15 Kantone Harmos zugestimmt, in sieben Kantonen haben Volksabstimmungen den Beitritt abgelehnt und vier Kantone (AG, AI, OW, SZ) haben den Beitritt sistiert oder sind nicht darauf eingetreten. Das Ziel einer obligatorischen gesamtschweizerischen Umsetzung wurde somit nicht erreicht, aber ein Grossteil der Vorschläge wurde in der gesamten Schweiz umgesetzt.
|  | Kanton                 | Stand                       | Datum (Beschluss- bzw. Abstimmungsdatum) | Beschluss durch                                          |
|  | ---------------------- | --------------------------- | ---------------------------------------- | -------------------------------------------------------- |
|  | Schaffhausen           | Beitritt beschlossen        | 29. Oktober 2007; 28. November 2010      | Kantonsparlament (Kantonsrat); kantonale Volksabstimmung |
|  | Waadt                  | Beitritt beschlossen        | 22. April 2008                           | Kantonsparlament (Grand Conseil)                         |
|  | Jura                   | Beitritt beschlossen        | 23. April 2008                           | Kantonsparlament (Parlement)                             |
|  | Glarus                 | Beitritt beschlossen        | 4. Mai 2008                              | Landsgemeinde                                            |
|  | Wallis                 | Beitritt beschlossen        | 7. Mai 2008                              | Kantonsparlament (Grosser Rat)                           |
|  | Neuenburg              | Beitritt beschlossen        | 25. Juni 2008                            | Kantonsparlament (Grand Conseil)                         |
|  | Luzern                 | Beitritt abgelehnt          | 28. September 2008                       | kantonale Volksabstimmung                                |
|  | Graubünden             | Beitritt abgelehnt          | 30. November 2008                        | kantonale Volksabstimmung                                |
|  | Thurgau                | Beitritt abgelehnt          | 30. November 2008                        | kantonale Volksabstimmung                                |
|  | St. Gallen             | Beitritt beschlossen        | 30. November 2008                        | kantonale Volksabstimmung                                |
|  | Zürich                 | Beitritt beschlossen        | 30. November 2008                        | kantonale Volksabstimmung                                |
|  | Genf                   | Beitritt beschlossen        | 18. Dezember 2008                        | Kantonsparlament (Grand Conseil)                         |
|  | Nidwalden              | Beitritt abgelehnt          | 8. Februar 2009                          | kantonale Volksabstimmung                                |
|  | Tessin                 | Beitritt beschlossen        | 17. Februar 2009                         | Kantonsparlament                                         |
|  | Bern                   | Beitritt beschlossen        | 27. September 2009                       | kantonale Volksabstimmung                                |
|  | Uri                    | Beitritt abgelehnt          | 27. September 2009                       | kantonale Volksabstimmung                                |
|  | Zug                    | Beitritt abgelehnt          | 27. September 2009                       | kantonale Volksabstimmung                                |
|  | Freiburg               | Beitritt beschlossen        | 7. März 2010                             | kantonale Volksabstimmung                                |
|  | Basel-Stadt            | Beitritt beschlossen        | 5. Mai 2010                              | Kantonsparlament (Grosser Rat)                           |
|  | Appenzell Ausserrhoden | Beitritt abgelehnt          | 13. Juni 2010                            | kantonale Volksabstimmung                                |
|  | Solothurn              | Beitritt beschlossen        | 26. September 2010                       | kantonale Volksabstimmung                                |
|  | Basel-Landschaft       | Beitritt beschlossen        | 26. September 2010                       | kantonale Volksabstimmung                                |
|  | Obwalden               | Beitrittsverfahren sistiert | 17. Februar 2009                         | Kantonsregierung                                         |

## Historische Entwicklung
Die Einführung neuer öffentlicher Aufgaben im schweizerischen Bildungswesen und ihre Aufteilung zwischen Bund und Kantonen war – insbesondere seit der Gründung des Bundesstaates 1848 – wiederholt Gegenstand von politischen Auseinandersetzungen:
- Das erste Eidgenössisches Schulgesetz in der Schweiz entstand in der Helvetik (1798–1803): Die Schule wurde zur Aufgabe des Staates (Kantone), die Lehrerausbildung wurde verbessert und Erziehungsräte eingesetzt.
- Im 19. Jahrhundert gab es Vereinheitlichungsbestrebungen und Widerstände gegen die Zentralisierung.
- In der Bundesverfassung von 1848 wurde die Schulhoheit des Bundes auf die Hochschule beschränkt, Artikel 22: Der Bund ist befugt, eine Universität und eine polytechnische Schule zu errichten. Der Volksschulunterricht lag ganz in der Hand der Gemeinden und Kantone bzw. privater Trägerschaften.
- Die Einführung eines Schulartikels (Art. 27) in der Bundesverfassung von 1874 brachte die allgemeine Schulpflicht
- 1882 wurde ein eidgenössisches Schulgesetz mit einem eidgenössischen Schulsekretär («Schulvogt») durch Volk und Stände abgelehnt.
- Das Schulkonkordat von 1970 führte zur Harmonisierung der Strukturen, Förderung des Bildungswesens, Schuleintrittsalter Ende 6. Altersjahr oder früher, Schuldauer 9 Jahre / 38 Wochen, Ausbildungszeit bis Matura 12–13 Jahre und Schuljahresbeginn Spätsommer.
- In der Volksabstimmung von 1973 wurde ein Bildungsartikel in der Bundesverfassung abgelehnt und ein Forschungsartikel angenommen.
- 1985 folgte die Verankerung eines koordinierten Schuljahresbeginns in der Bundesverfassung.
- Die von Nationalrat Hans Zbinden (SP) 1989 eingereichte parlamentarische Initiative für einen Bildungsrahmenartikel in der Bundesverfassung wurde 1992 durch National- und Ständerat abgelehnt.
- Die zweite von Nationalrat Hans Zbinden (SP) 1997 eingereichte parlamentarische Initiative für einen Bildungsrahmenartikel in der Bundesverfassung, welche dem Bund eine umfassende Rahmengesetzgebungskompetenz im gesamten Bildungswesen erteilt, wurde 2006 in der Volksabstimmung angenommen.

## Befürworter
Die Tatsache, dass jeder Kanton eigene Lehrpläne und Schulsysteme besitzt, die sich teilweise stark unterscheiden, sei für Familien, welche von einem Kanton in einen anderen umziehen, oftmals eine grosse Belastung. Deshalb sei es sinnvoll, gewisse allgemeine Vorgaben zu machen, wie sprachregionale Lehrpläne oder eine gleich lange Schulpflicht. Diese Gemeinsamkeiten würden zudem die Chancengleichheit unter den Kantonen erhöhen. Bislang unterschieden sich die prozentualen Anteile an Gymnasiasten innerhalb der Schweiz stark.
Weiter werde bis anhin noch immer stark auf Fachinhalte gesetzt, die kurzfristig für eine Prüfung auswendig gelernt werden können. In einer Welt, in welcher das Internet jedoch viel Faktenwissen liefert, veränderten sich die Ansprüche an eine kompetente Person im Berufsleben. Um die Schülerinnen und Schüler adäquat vorzubereiten, würden mit HarmoS bereits in der Schule vermehrt Fertigkeiten wie «Recherchieren im Internet», «Ergebnisse kommunizieren» oder «Probleme zu lösen» eingeübt. Diese Fertigkeiten würden in sogenannten Bildungsstandards festgelegt und oft «Kompetenzen» genannt. Somit spreche man auch von einem kompetenzorientierten Unterricht.

## Kritik
Als Hauptkritikpunkte werden die frühe obligatorische Einschulung, die Transformation des Kindergartens, die zunehmende Verstaatlichung der Erziehung zulasten der Erziehungsberechtigung der Eltern, die Verschiebung der Schulhoheit von den Kantonen auf nicht-demokratisch gewählte Gremien (EDK) verbunden mit der De-facto-Abschaffung der demokratischen Mitsprache in Bildungsangelegenheiten genannt.